# Tricentrus papuaensis
Tricentrus papuaensis är en insektsart som beskrevs av William D. Funkhouser 1929. Tricentrus papuaensis ingår i släktet Tricentrus och familjen hornstritar. Inga underarter finns listade i Catalogue of Life.